# Nílton De Sordi
Nílton De Sordi (Piracicaba, 14 de fevereiro de 1931 – Bandeirantes, 24 de agosto de 2013) foi um futebolista brasileiro que atuou como lateral-direito.
Foi um bom marcador, com boa noção de cobertura, mas que pouco apoiava o ataque. Apesar da baixa estatura, cabeceava frequentemente e, por isso, chegou a jogar como zagueiro no São Paulo e também na Seleção Brasileira.

## Carreira
De Sordi começou sua carreira no XV de Piracicaba, em 1949.
Contratado pelo São Paulo no dia 1 de janeiro de 1952, o lateral-direito defenderia o clube em incríveis 544 partidas, até 16 de julho de 1965. Foi campeão paulista em 1953 e 1957, mas, curiosamente, não marcou gol algum com a camisa são-paulina. Porém, mesmo com este curioso fato, é um dos maiores ídolos do Tricolor.
Convocado para a Seleção Brasileira pela primeira vez no ano de 1954, foi integrante da equipe que conquistou a Copa do Mundo de 1958, da qual só não foi titular na final contra a Suécia. O jogador teria sido barrado da decisão pelo médico da equipe, Hílton Gosling, que supostamente percebeu no lateral-direito um grande nervosismo. Ao todo, De Sordi disputou 25 partidas pela Seleção, sem marcar gols.

### Pós-aposentadoria
Depois de aposentado, trabalhou como treinador e comandou o União Bandeirante no Campeonato Paranaense de 1966.
Em 2013, foi eleito para a Seleção do Centenário do XV de Piracicaba.

## Morte
De Sordi morreu no dia 24 de agosto de 2013, aos 82 anos de idade, vítima de falência de múltiplos órgãos.

## Títulos
São Paulo
- Campeonato Paulista: 1953 e 1957

Seleção Brasileira
- Copa do Mundo FIFA: 1958